# اچ‌ام‌اس برتون (ام۱۱۱۳)
اچ‌ام‌اس برتون (ام۱۱۱۳) (به انگلیسی: HMS Brereton (M1113)) یک کشتی بود که طول آن ۱۵۲ فوت (۴۶٫۳ متر) بود. این کشتی در سال ۱۹۵۳ ساخته شد.